# Мале Єлькинське озеро
Мале́ Є́лькинське о́зеро (також Курі) — безстічне лиманне солоне озеро на півдні Керченського півострова, на території Ленінського району Криму. Входить в групу Керченських озер. Площа — 0,6 км²; довжина — 1 км, ширина — 0,6 км, глибина — до 0,5 м.
Озеро має морське походження, витягнуте вздовж насипу, що відділяє його від Чорного моря. Живиться морськими фільтраційними, атмосферними і підземними водами. Солоність коливається у межах 26–35 ‰. Дно вкрите шаром мулу. Верхоріччя заросло водною рослинністю. 